# Ringwanderung
Ringwanderung（リングワンデルング）は、日本の5人組女性アイドルグループ。2019年結成。略称はリンワン。所属事務所はVERSE。所属レーベルはLonesome Record。
グループ名はリングワンデルングに由来。音楽性は「鍵盤ロック＆ポップス」を公称している。

## 略歴
2019年11月23日、みょんがタレントとして所属していた芸能プロダクションサンカラーズから初のアイドルグループとして、辺見花琳、佐藤倫子、宮内ゆり、増田陽凪、寺尾音々を加えた6人体制で結成。同年12月15日に東京・高田馬場BSホールで行われた「ハツオン」に出演し、ステージデビューした。
2020年5月9日、宮内ゆりが卒業し、以後5人体制となる。同年11月17日、メンバー全員とサンカラーズとの契約が解除され、同事務所の所属を離れRingwanderung専属としての活動となることが発表された。
2021年に1stアルバム『synchronism』を、2022年には2ndアルバム『synchrotoron』を、共にLonesome RecordからCDリリースした。
2024年2月15日、みょんが同日付で活動を終了することを発表し、4人体制となる。同年9月4日には4人体制最初で最後のアルバムとなる「新夜」を配信リリースし、同年9月23日にKT Zepp Yokohamaにて開催したワンマンライブ「Ringwanderung [ NONFICTION ]」で新メンバーの篠田百音が加入、5人体制となった。

## 特徴

### グループ名の由来
「Ringwanderung」はドイツ語で「リングワンデルング」と読む。意味は、登山で濃霧や吹雪のために方向がわからなくなり、同じ所をぐるぐる歩き回ること。登山などでは迷ったら山頂方向へ登るのが安全とされる為、迷いながら上へ進むアイドルグループということからグループ名としている。

### 音楽性と評価
鍵盤ロック&ポップスを標榜しており、楽曲はピアノやキーボードの音が特徴的である。ポストロックやマスロックの要素を取り入れているとの指摘があるほか、ファンク、フュージョンの要素を持つ楽曲も存在している。作詞は主にトータルプロデューサーのIMATETSUが手がけている。また、一部楽曲はメンバーが作詞に参加している。一方でサウンドプロデューサーやメインコンポーザーといったポジションは置かれておらず、複数の作編曲家が楽曲を提供している。こうした楽曲と、メンバーの個性的な歌声やハモリなどの力強いパフォーマンスを武器としている。
音楽ライターの清家咲乃は楽曲におけるピアノの扱いについて、「軽やかなバンドサウンドを彩る上モノとして、メンバーが歌うメロディを食わないぐらいの距離感でくるくると躍動するさまはYOASOBIをはじめとした近年の音数の多いボーカロイド曲に近い」と評している。音楽ライターの冬将軍も同様に、鍵盤を主軸とした楽曲群に対して「無機質でもありどこかボカロっぽさを感じられる」と述べている。
音楽ライターの宗像明将は『アイドル楽曲大賞2023』アフタートーク座談会において「リンワンは特に楽曲派的な文脈では注目を浴びてきたグループ」と述べ、それに対してアイドル専門ライターの岡島紳士が「インディーズの楽曲派界隈を背負っている感じはありますよね」と返している。
歌唱やパフォーマンスについて、冬将軍は「全員が“歌える”メンバーだし、規律の揃ったパフォーマンスもいい。」と評価している。また、清家は、みょんを含む5人体制やその後の4人体制を指して、「どの時期も歌えるメンバーが揃っているのもポイント」としている。

## メンバー
誕生日、出身地、身長は各メンバー公式プロフィールより。

### メンバー
| 名前      | 読み          | 誕生日   | 出身地   | 身長     | 備考                                                  |
| --------- | ------------- | -------- | -------- | -------- | ----------------------------------------------------- |
| 辺見 花琳 | へんみ かりん | 3月27日  | 東京都   | 160 cm   |                                                       |
| 増田 陽凪 | ますだ あきな | 1月13日  | 栃木県   | 152.5 cm |                                                       |
| 寺尾 音々 | てらお ねね   | 10月13日 | 香川県   | 160 cm   | アクターズスクール広島 元いちごみるく色に染まりたい。 |
| 佐藤 倫子 | さとう りんこ | 10月28日 | 熊本県   | 156 cm   | ミスiD2021セミファイナリスト                          |
| 篠田 百音 | しのだ ももね | 9月7日   | 神奈川県 | 155 cm   | 2024年9月23日加入 元はちみつBLACK（鼓もね子）         |

### 旧メンバー
| 名前      | 読み          | 誕生日  | 出身地 | 身長   | 備考                    |
| --------- | ------------- | ------- | ------ | ------ | ----------------------- |
| 宮内 ゆり | みやうち ゆり | 8月21日 |        |        | 2020年5月9日卒業。      |
| みょん    | みょん        | 9月3日  | 東京都 | 156 cm | 2024年2月15日活動終了。 |

## 沿革

### 2019年
11月23日 - サンカラーズ所属のみょんと一般募集5名の計6名でRingwanderungが結成。
12月15日 - 東京・高田馬場BSホールで行われた「ハツオン」にて初ライブを実施。

### 2020年
5月9日 - 宮内ゆりが卒業。5人体制となる。
8月16日 - 1stシングル「ハローハロー」の配信を開始。
11月17日 - サンカラーズとの提携を解除したことを発表。

### 2021年
1月10日 - 東京・SHIBUYA WWW「Ringwanderung 1st ONE MAN LiVE “hello hello”」を開催。
1月20日 - 1stEP「[ Re ]」をタワーレコード限定リリース。
6月27日 - 東京・STUDIO Wにて「Ringwanderung 2nd ONE MAN LiVE “VERSE”」を開催。
8月4日 - 1stフルアルバム「synchronism」をリリース。
11月27日 - Ringwanderung 2周年記念を記念し「東名阪ワンマンツアー BRIDGE」を開催。

### 2022年
3月27日 - 東京・Veats SHIBUYAにて「BROCKEN」を開催。
5月14日 - 7月16日 - situasionとのツーマン全国ツアー「NEW ERA TOUR」（沖縄・静岡・福岡・北海道・大阪・東京）開催。
6月18日 - 東京・新宿ReNYにて「TIF2022メインステージ争奪LIVE前哨戦 2部」に出演、1位通過で決勝進出。
7月28日 - 渋谷・Spotify O-Crestにて美味しい曖昧主催のツーマンイベント「「美味しいイベント」-美味しいwanderung-」に出演。
8月5日・7日 - 「TOKYO IDOL FESTIVAL 2022」に出演。メインステージ争奪決勝戦の結果、メインステージ出場は逃した。
9月24日 - 東京・LIQUIDROOMにてBAND SET ONEMAN [ HURRICANE ]を開催。
10月19日 - 2ndアルバム「synchrotron」をリリース。

### 2023年
1月7日 - 梅田CLUB QUATTLOにてONE MAN LIVE[ GRAVITY ]を開催。
1月9日 - 川崎CLUB CITTA'にてONE MAN LIVE[ FORCE ]を開催。
4月8日 - 新宿BLAZEにてONE MAN LIVE[ beginning ]を開催。
6月2日 - Spotify O-EASTにて主催ライブ[ SYNC ]を開催。ステージのバックスクリーンで初のミュージックビデオとなる「Lily」をサプライズでお披露目。同日、YouTubeにてミュージックビデオを公開。
9月24日 - 自身最大規模にして初のZeppワンマンとなるONE MAN LIVE[OUT OF THE WORLD]をKT Zepp Yokohamaにて開催。

### 2024年
2月15日 - みょんが同日付で活動を終了。4人体制となる。
9月4日 - アルバム「新夜」をリリース。
9月23日 - KT Zepp YokohamaにてワンマンライブRingwanderung [ NONFICTION ]を開催。篠田百音が加入。

## 作品

### 配信シングル
|    | タイトル      | 配信開始                  | 規格品番        | 収録曲           | 備考 |
| -- | ------------- | ------------------------- | --------------- | ---------------- | ---- |
| 1  | ハローハロー  | 2020年08月16日            | TCJPR0000671762 | 1. ハローハロー  |      |
| 2  | ユレ↑ル↓ナ→   | 2020年10月07日            | TCJPR0000693345 | 1. ユレ↑ル↓ナ→   |      |
| 3  | La La         | 2020年10月21日            | TCJPR0000699121 | 1. La La         |      |
| 4  | es            | 2020年10月21日            | TCJPR0000699117 | 1. es            |      |
| 5  | FlashBack     | 2021年02月10日            | TCJPR0000742253 | 1. FlashBack     |      |
| 6  | memories      | 2021年02月10日            | TCJPR0000742264 | 1. memories      |      |
| 7  | fall into sky | 2021年3月24日             | TCJPR0000763174 | 1. fall into sky |      |
| 8  | カケラ        | 2021年11月10日            | TCJPR0000844959 | 1. カケラ        |      |
| 9  | River         | 2021年11月24日            | TCJPR0000849953 | 1. River         |      |
| 10 | 輪廻          | 2021年11月24日            | TCJPR0000850188 | 1. 輪廻          |      |
| 11 | waving        | 2022年6月15日             | 4988044076747   | 1. waving        |      |
| 12 | パルス        | 2022年7月27日             | 4988044078864   | 1. パルス        |      |
| 13 | Lily          | 2023年3月22日（配信開始） |                 | 1. Lily          |      |
| 14 | sword         | 2023年3月28日（配信開始） |                 | 1. sword         |      |
| 15 | into you      | 2023年4月4日              |                 | 1. into you      |      |
| 16 | Adam          | 2023年4月15日             |                 | 1. Adam          |      |
| 17 | 失墜の夏      | 2023年10月18日            |                 | 1. 失墜の夏      |      |
| 18 | メロドラマ    | 2023年11月17日            |                 | 1. メロドラマ    |      |
| 19 | 魔界X         | 2024年3月27日             |                 | 1. 魔界X         |      |
| 20 | Wednesday     | 2024年7月24日             |                 | 1. Wednesday     |      |
| 21 | LV            | 2024年11月20日            |                 | 1. LV            |      |

### 楽曲一覧
| 曲名                 | 作詞                       | 作曲/編曲           | 備考         |
| -------------------- | -------------------------- | ------------------- | ------------ |
| overture             | -                          | Mumei               | インスト楽曲 |
| memories             | IMATETSU                   | 笹川真生            |              |
| es                   | IMATETSU, MYON, KARIN      | 八巻俊介            |              |
| ハローハロー         | IMATETSU                   | INN                 |              |
| FlashBack            | IMATETSU, MYON,KARIN       | INN                 |              |
| Fall into Sky        | IMATETSU,宮嶋達矢          | 宮嶋達矢/清水哲平   |              |
| 君のいない街         | IMATETSU                   | 太田雄大            |              |
| KIRAIDA              | IMATETSU, MYON,KARIN,RINKO | Mumei               |              |
| 夜彩                 | 猫まみれ太郎               | きなみうみ          |              |
| ユレ↑ル↓ナ→          | IMATETSU                   | Mumei               |              |
| 燃える火曜日         | IMATETSU                   | Mumei               |              |
| ササル               | MYON                       | 鈴木拓真            |              |
| LaLa                 | IMATETSU                   | 荻野目諒            |              |
| waving               | MYON                       | きなみうみ          |              |
| 嘘と君と             | IMATETSU                   | Mumei               |              |
| my room              | AKINA                      | きなみうみ          |              |
| パルス               | IMATETSU                   | Mumei               |              |
| River                | IMATETSU                   | Mumei               |              |
| undead               | AKINA                      | Mumei               |              |
| 輪廻                 | IMATETSU                   | Mumei               |              |
| カケラ               | AKINA                      | キタニタツヤ/めんま |              |
| Last Summer Daydream | MYON                       | Mumei               |              |
| Lily                 | きなみうみ                 | きなみうみ          |              |
| sword                | IMATETSU                   | Mumei               |              |
| into you             | MYON                       | 清水哲平            |              |
| Adam                 | IMATETSU                   | Mumei               |              |
| 失墜の夏             | きなみうみ                 | きなみうみ          |              |
| 魔界X                | IMATETSU                   | Mumei               |              |
| メロドラマ           | ヨロコビ                   | Mumei               |              |
| 共謀者               | きなみうみ                 | きなみうみ          |              |
| リプリー             | ヨロコビ                   | INN                 |              |
| 最愛                 | きなみうみ                 | きなみうみ          |              |
| LV                   | AKINA, IMATETSU            | Mumei               |              |

## 受賞歴

### アイドル楽曲大賞
- 第10回アイドル楽曲大賞2021
  - アルバム部門 - 1stアルバム『synchronism』 第2位[100]
  - 推し箱部門 - 第6位[101]
- 第11回アイドル楽曲大賞2022
  - インディーズ/地方アイドル楽曲部門 - 「パルス」第6位[102]
  - アルバム部門 - 2ndアルバム『syncrotoron』 第3位[103]
  - 推し箱部門 - 第7位[104]
- 第12回アイドル楽曲大賞2023
  - インディーズ/地方アイドル楽曲部門 - 「Lily」第2位／「Adam」第11位[105]
  - 推し箱部門 - 第4位[106]
- 第13回アイドル楽曲大賞2024
  - アルバム部門 - 3rdアルバム『新夜』 第8位[107]
  - 推し箱部門 - 第5位[108]

## ライブ

### ワンマン
※個別の出典がない記載は公式サイトのスケジュール参照
| 公演名                                                        | 公演日         | 会場                       | 備考 |
| ------------------------------------------------------------- | -------------- | -------------------------- | ---- |
| Ringwanderung 1周年記念 主催ライブ 「SYNCHRONICITIES」        | 2020年12月12日 | 東京・SPACE ODD            |      |
| Ringwanderung 1st ONE MAN LiVE 「hello hello」                | 2021年1月10日  | 東京・SHIBUYA WWW          |      |
| Ringwanderung 1st EP RELEASE LiVE 「Re:」                     | 2021年2月13日  | 東京・TSUTAYA O-Crest      |      |
| Ringwanderung主催 「SYNCHRONICITIES 02」                      | 2021年2月13日  | 東京・TSUTAYA O-Crest      |      |
| Ringwanderung 「45 min単独公演」                              | 2021年3月28日  | 東京・TSUTAYA O-nest       |      |
| Ringwanderung主催 「SYNCHRONICITIES 03」                      | 2021年3月28日  | 東京・TSUTAYA O-nest       |      |
| Ringwanderung 不定期単独公演 「45 min」                       | 2021年5月16日  |                            |      |
| Ringwanderung 2nd ONE MAN LiVE 「VERSE」                      | 2021年6月27日  | 東京・STUDIO W             |      |
| 1st full album [ synchronism ] RELEASE LIVE O-crest           | 2021年9月5日   | 東京・TSUTAYA O-crest      |      |
| Ringwanderung主催 「SYNCHRONICITIES 05」                      | 2021年9月25日  | 東京・TSUTAYA O-crest      |      |
| Ringwanderung主催 「SYNCHRONICITIES 06」                      | 2021年9月25日  | 東京・TSUTAYA O-crest      |      |
| Ringwanderung 2周年記念 東名阪ワンマンツアー 「BRIDGE」       | 2021年11月27日 | 東京・SHIBUYA CLUB QUATTRO |      |
| Ringwanderung 2周年記念 東名阪ワンマンツアー 「BRIDGE」       | 2021年12月12日 | 愛知・NAGOYA CLUB QUATTRO  |      |
| Ringwanderung 不定期単独公演「45 min」                        | 2022年1月13日  | 東京・新宿LOFT             |      |
| Ringwanderung 2周年記念 東名阪ワンマンツアー 「BRIDGE」       | 2022年2月6日   | 大阪・banana hall          |      |
| Ringwanderung主催 「SYNCHRONICITIES 07」                      | 2022年2月11日  | 東京・Spotify O-Crest      |      |
| Ringwanderung主催 「SYNCHRONICITIES 08」                      | 2022年2月11日  | 東京・Spotify O-Crest      |      |
| Ringwanderung主催 Ringwanderung X クロスノエシス 「実質無銭」 | 2022年3月16日  | 東京・SOUND MUSEUM VISION  |      |
| Ringwanderung ONE MAN LIVE 「BROCKEN」                        | 2022年3月27日  | 東京・Veats SHIBUYA        |      |
| RINGWANDERUNG X THE ORCHESTRA TOKYO「35×35」                  | 2022年6月1日   | 東京・club asia            |      |
| Ringwanderung主催「リンワンとあそびましょ」                   | 2022年7月6日   | 東京・club asia            |      |
| Ringwanderung主催 「SYNCHRONICITIES 09」                      | 2022年9月3日   | 東京・Spotify O-Crest      |      |
| Ringwanderung 不定期単独公演「40 min」                        | 2022年9月3日   | 東京・Spotify O-Crest      |      |
| Ringwanderung BAND SET ONEMAN [ HURRICANE ]                   | 2022年9月24日  | 東京・LIQUIDROOM           |      |
| Ringwanderung ONE MAN LIVE[ GRAVITY ]                         | 2023年1月7日   | 大阪・梅田CLUB QUATTOLO    |      |
| Ringwanderung ONE MAN LIVE[ FORCE ]                           | 2023年1月9日   | 神奈川・川崎CLUB CITTA'    |      |
| Ringwanderung ONE MAN LIVE[ beginning ]                       | 2023年4月8日   | 東京・新宿BLAZE            |      |
| Ringwanderung ONE MAN LIVE[ OUT OF THE WORLD ]                | 2023年9月24日  | 神奈川・KT Zepp Yokohama   |      |

### イベント
| 公演名                              | 公演日            | 会場                         | 備考                     |
| ----------------------------------- | ----------------- | ---------------------------- | ------------------------ |
| ハツオン                            | 2019年12月15日    | 東京・高田馬場BSホール       | お披露目となる初ステージ |
| アイドル甲子園 SUMMER FESTIVAL 2020 | 2020年7月23日     | 東京・新木場 Studio Coast    | 配信あり                 |
| アイドル甲子園 in 新宿BLAZE DAY     | 2022年2月20日     | 東京・新宿BLAZE              |                          |
| TIF2022 メインステージ争奪 LIVE     | 2022年6月18日     | 東京・新宿ReNY               |                          |
| TOKYO IDOL FESTIVAL 2022            | 2022年8月5日、7日 | 東京・お台場・青海周辺エリア |                          |
| @JAM EXPO 2022                      | 2022年8月27日     | 神奈川・横浜アリーナ         |                          |